# Palette de Narmer

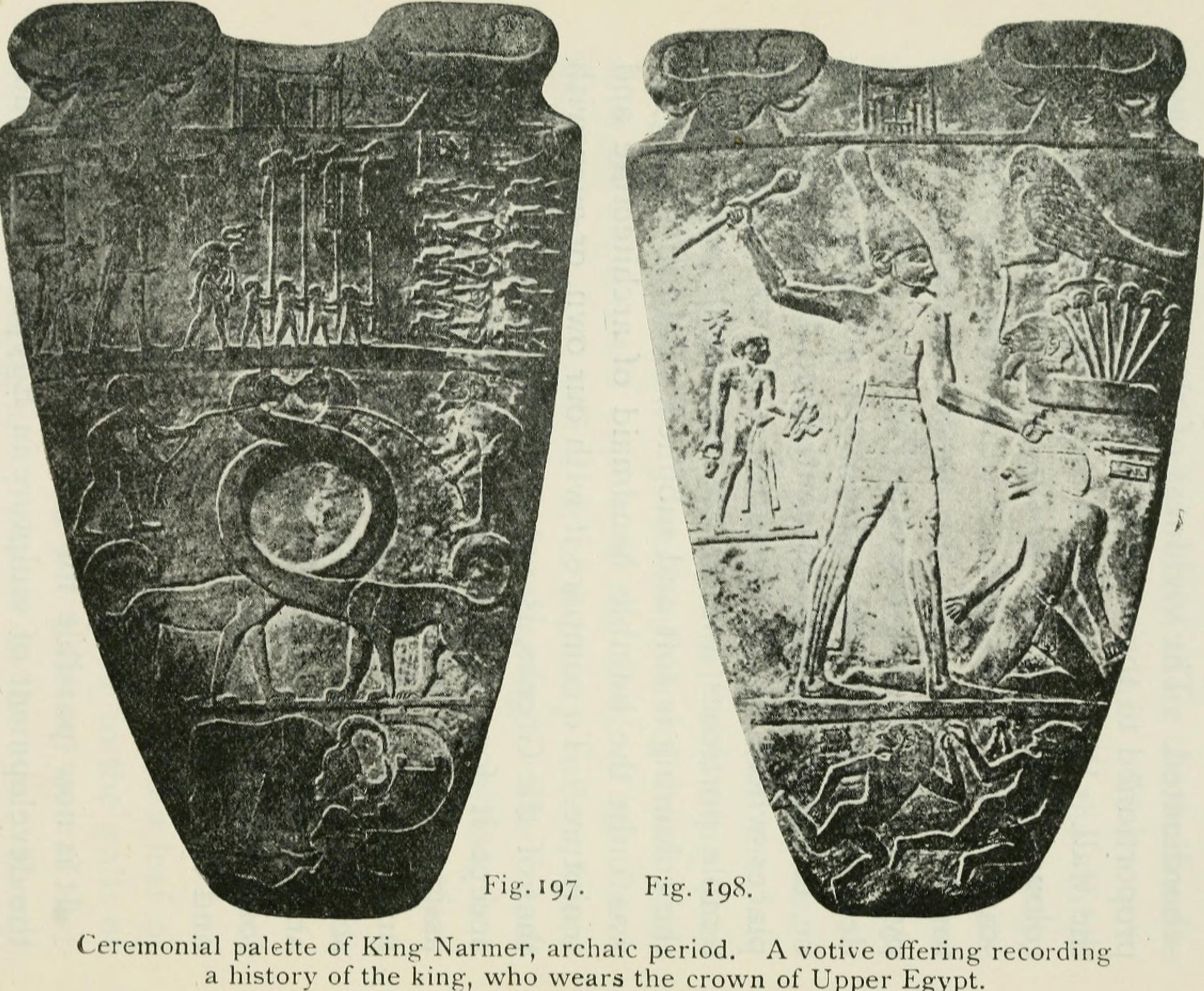
Reproduction dans un ouvrage de Gaston Maspero et Agnes Johns, de 1914.

La palette de Narmer, ou grande palette de Hiérakonpolis, est une palette à fard datée du XXXIIe siècle avant notre ère et qui porte parmi les plus anciens hiéroglyphes connus. Les inscriptions qu'elle porte évoquent l'unification de la Haute et de la Basse-Égypte par le roi Narmer. Cette unification avait probablement débuté avant lui, vers la fin de la dynastie 0[réf. nécessaire]. La palette est conservée au musée égyptien du Caire.

## Découverte
L'objet a été découvert en 1898 dans un dépôt d'objets de cérémonie rituellement enfouis près d'un ancien temple du dieu faucon Horus, sur le site de Hiérakonpolis. C'est l'archéologue anglais James Quibell qui l'exhuma lors d'une fouille de la résidence royale de Nekhen (aujourd'hui Hiérakonpolis), l'ancienne capitale de la Haute-Égypte (et capitale de l'Égypte pendant la période pré-dynastique). C'est le plus grand objet rituel qui remonte à l'aube de la civilisation égyptienne. Il était accompagné de la tête de massue du roi Scorpion et de la tête de massue du roi Narmer.

## Description
La pièce est en schiste vert et mesure 64 cm de haut sur 42 cm de large. Presque intacte, elle est aujourd'hui exposée au musée égyptien du Caire.
Au sommet de ses deux faces, un premier registre est composé d'un serekh qui contient les symboles nˁr (poisson-chat) et mr (ciseau) à l'intérieur, représentant l'inscription en hiéroglyphes du nom du roi Narmer. Le serekh est flanqué de chaque côté d'une paire de têtes de bovins avec des cornes très courbées, censée représenter la déesse vache Bat, qui était la divinité protectrice du septième nome de Haute-Égypte.

### Recto

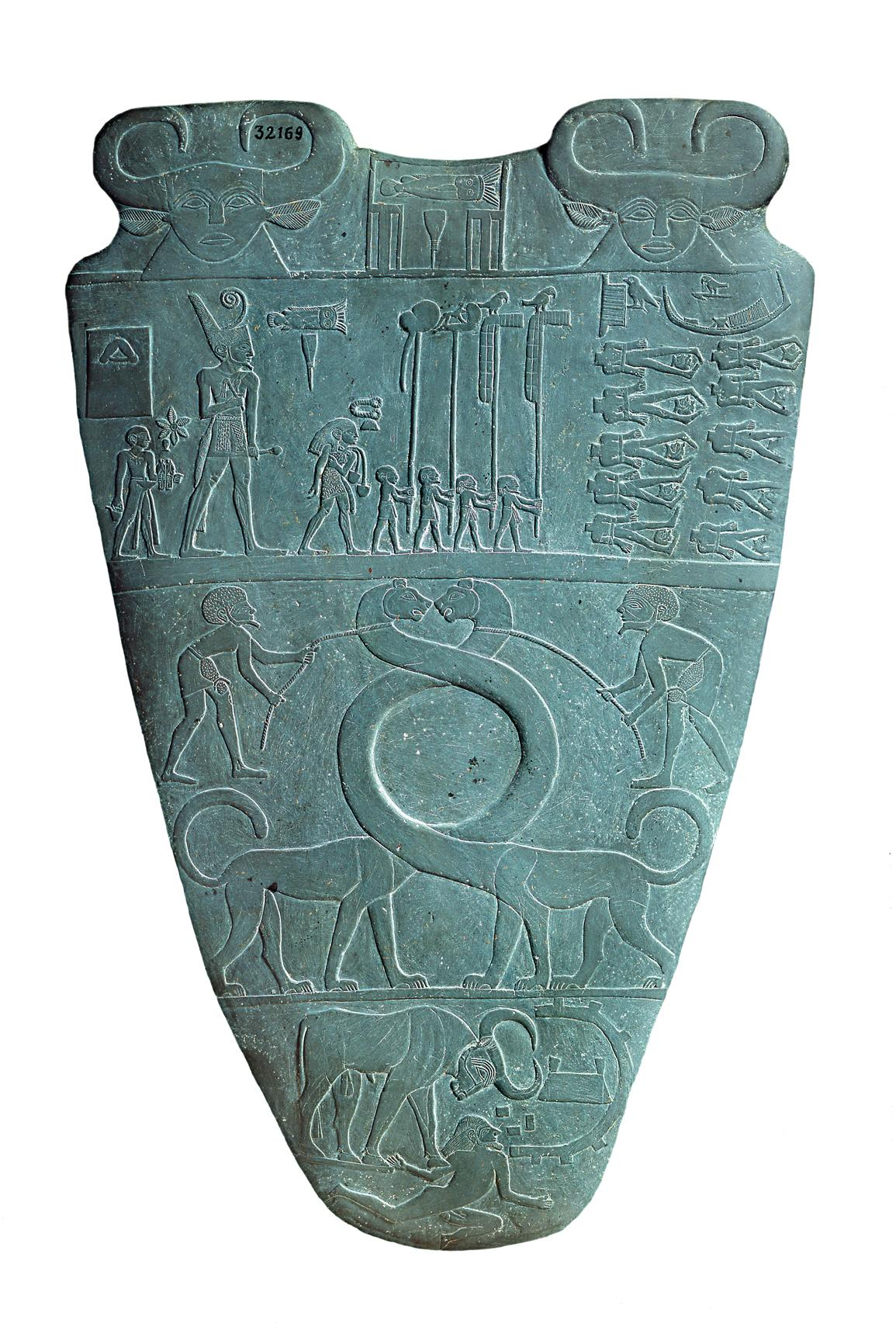
La palette de Narmer (recto).

#### 2eregistre
En dessous des têtes de bovins est représentée une sorte de procession, dans laquelle Narmer occupe toute la hauteur du registre (une représentation traditionnelle mettant l'accent sur son importance) vêtu de la couronne rouge de Basse-Égypte. Il tient une masse et un fléau, deux symboles traditionnels de la royauté.
Devant le pharaon, un homme aux cheveux longs marche, précédé d'une paire de hiéroglyphes, interprétée comme étant son nom : Ṯt (Tyet).
En avant de lui, quatre porte-drapeaux brandissent une peau d'animal (ou étendard du placenta royal), un chien et deux faucons.
À l'extrême-droite de la scène sont étendus dix cadavres décapités, victimes des conquêtes de Narmer. Leurs bras sont ligotés au niveau des coudes. Une publication de 1998 fait remarquer que les cadavres décapités sont émasculés et leurs pénis déposés sur leurs têtes. Seul le premier d'entre eux a conservé son membre viril, bien visible sur de bonnes photos. Selon les auteurs, l'omission de ce détail dans la publication d'origine à l'époque victorienne s'explique par un souci de pudeur. L'exception du seul ennemi non émasculé reste une énigme. Les auteurs soulignent cependant que la décapitation et l'ablation des pénis étaient destinées « à faire périr définitivement la victime dans ce monde, mais aussi dans l'Au-Delà, privée de parties vitales de son corps et ne pouvant renaître ». Le message est clair : « qui s'oppose à Pharaon s'expose à une mort éternelle ».
Au-dessus des cadavres figurent les symboles d'un navire, d'un faucon et d'un harpon, représentant sans doute les noms des villes conquises.

#### 3eregistre
Sous le cortège apparaissent deux animaux fantastiques, des serpopards, dont les longs cous entrelacés sont attachés à des cordes tenues par deux hommes. Le cercle formé par leurs cous forme la partie centrale de la palette destinée à contenir des cosmétiques. Si la palette de Narmer est une représentation de l'union de la Haute et de la Basse-Égypte, on peut penser que les proportions des différents éléments permettent de les hiérarchiser par ordre d'importance. En ce sens, les serpopards affrontés seraient une représentation du Nil.

#### 4eregistre
Au bas de la palette, un bovin abat les murs d'une ville tout en foulant aux pieds un ennemi tombé. La tête baissée de l'animal suggère que la scène symbolise le roi terrassant ses ennemis ; le Taureau de sa mère est un titre parfois donné aux rois égyptiens en tant que fils de la déesse vache.

### Verso

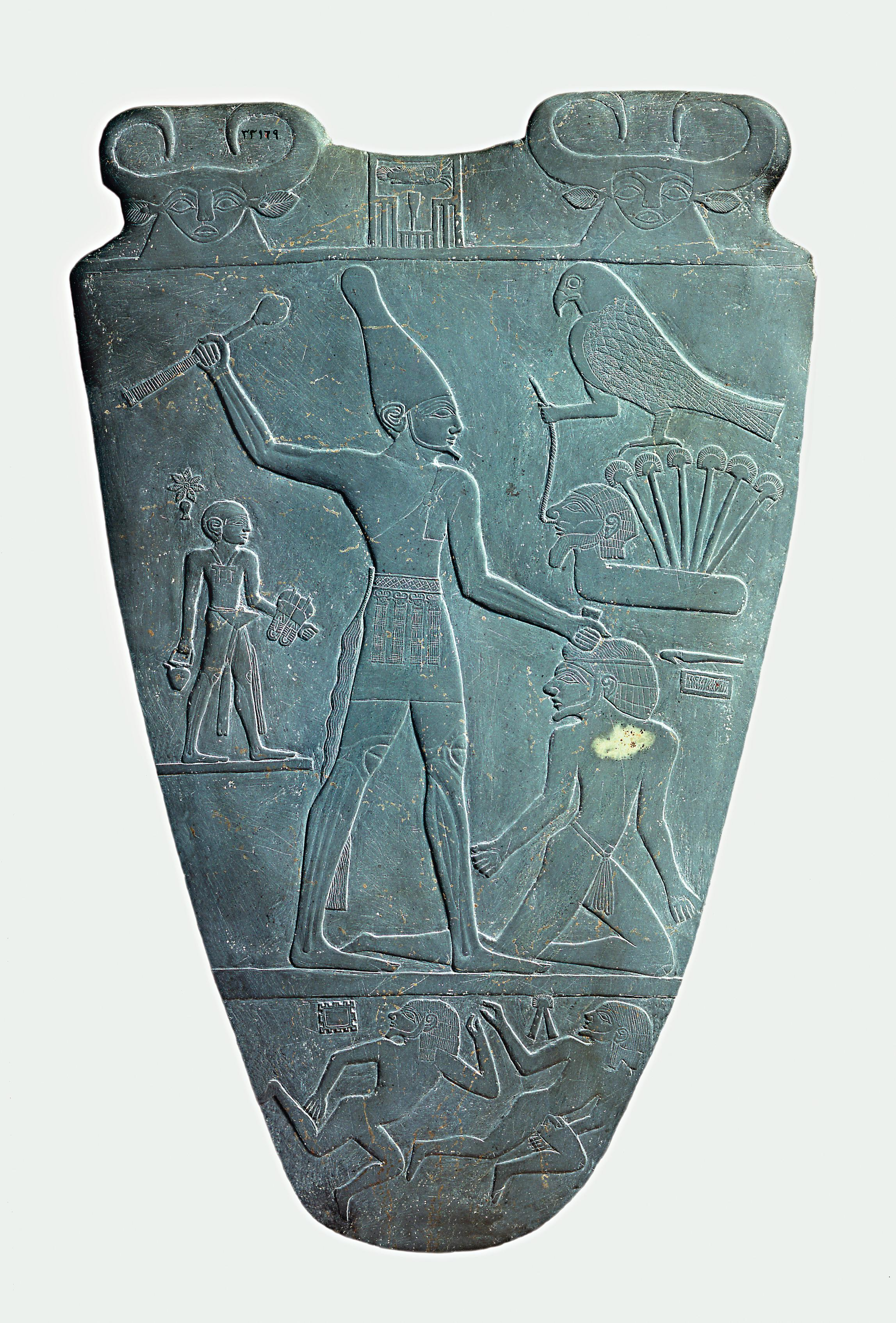
La palette de Narmer (verso).

#### 2eregistre
Le verso représente le roi en grande taille et coiffé de la couronne blanche de Haute-Égypte. Il menace avec une massue piriforme (à l'extrémité en forme de poire) un homme à genoux. Deux hiéroglyphes figurent à côté de la tête du prisonnier (wˁš / ouach), indiquant peut-être son nom ou sa région d'origine. Au-dessus de lui est figuré un faucon qui représente le dieu Horus, perché au-dessus d'un ensemble de fleurs de papyrus, le symbole de la Basse-Égypte. Derrière le roi, et à l'arrière-plan, se tient un serviteur qui porte les sandales du roi.

#### 3eregistre
Sous les pieds du roi, deux hommes barbus, nus, sont soit en cours d'exécution ou de soumission, soit morts sur le sol. À la gauche de la tête de chacun, un signe hiéroglyphique représente, pour le premier un édifice fortifié, pour le second un ciseau de barbier. Le  sexe du second personnage est dessiné, tandis qu'il est absent pour le premier.